# Aderus lakniger
Aderus lakniger é uma espécie de inseto besouro da família Aderidae. Foi descrita cientificamente por Maurice Pic em 1933.

## Distribuição geográfica
Habita no Vietname.